# John Spilsbury

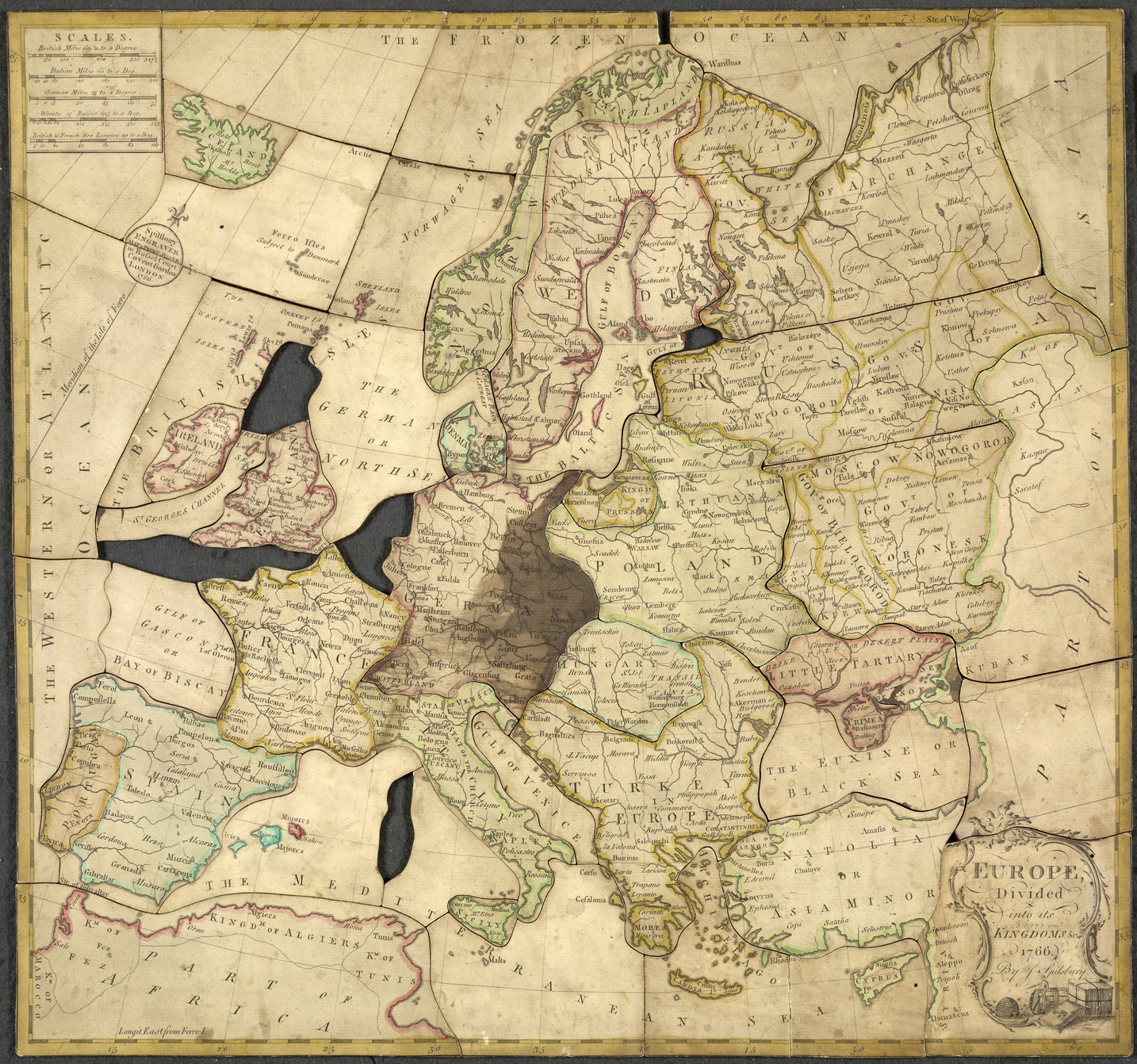
Europa podzielona na królestwa i tym podobne (1766). Układanka uważana za pierwsze Puzzle.

John Spilsbury (ur. 1739, zm. 3 kwietnia 1769) – brytyjski kartograf i rytownik. Jest uważany za wynalazcę puzzli. 

## Życiorys
Był drugim z trzech synów Thomasa Spilsbury. Jego starszym bratem był grawer Jonathan Spilsbury. Bracia byli do siebie tak podobni, że często ich mylono ze sobą. Był uczniem Thomasa Jefferysae, królewskiego geografa na dworze króla Jerzego III.
W 1766 roku Spilsbury stworzył pierwsze puzzle, które miały pomagać w nauce geografii. Spilsbury wyrzeźbił mapę na kawałku drewna i podzielił ją na mniejsze części. Wkrótce postanowił oprzeć swój biznes na nowym wynalazku. Stworzył osiem rodzajów puzzli, a każde przedstawiały inną mapę: świata, Europy, Azji, Afryki, Ameryki, Anglii i Walii, Irlandii oraz Szkocji.
W 1761 roku Spilsbury poślubił Sarę May w Newmarket, Suffolk. Po jego śmierci Sara na krótki okres przejęła jego biznes, a następnie poślubiła ucznia swojego zmarłego męża, Harry’ego Ashby, który stał się nowym właścicielem.